# Mathilde Corr
Mathilde Lagache
Mathilde Corr, dite aussi Mathilde Lagache, née à Bruxelles en Belgique, le 14 février 1813 et morte à Nointel dans l'Oise, en France, le 10 juillet 1888, est une aquarelliste et pastelliste bruxelloise, sœur d'Erin Corr et de Fanny Corr-Geefs, et l'épouse de l'écrivain français Pierre Lagache.  

## Biographie
Anne Charlotte Mathilde (dite Mathilde) naît, comme sa sœur jumelle Catherine Émilie Corr, à Bruxelles le 14 février 1813 dans une famille d’artistes émigrée d’Irlande en 1802. 
Elle épouse à Bruxelles en 1835 l'homme de lettres Pierre Lagache, né à Nointel en 1807. 

### Formation et carrière
Après avoir suivi des cours de dessin et de peinture à Bruxelles, Mathilde Corr se rend à Paris et s’y spécialise dans les scènes de genre, les portraits et les scènes d’inspiration littéraire, principalement exécutés au pastel et à l’aquarelle. 
Durant les années 1840 et 1850, elle suit encore quelques séances d’apprentissage dans l’atelier bruxellois de son beau-frère, le sculpteur de renom Guillaume Geefs. Elle expose aussi ses œuvres dans différents salons européens et bénéficie du soutien et de la réputation de son frère Erin et de sa sœur Fanny, épouse Geefs. 
En 1835, elle épouse Pierre Lagache, un écrivain français. Leur union reste sans descendance. Même mariée, Mathilde continue à exposer dans les salons du nord de la France et dans quelques salons belges durant les années 1830 et 1840. Dès les années 1860, elle se fait plus rare dans le milieu artistique et semble se consacrer à une carrière d’enseignante. Elle meurt en 1888 à Nointel.

### Style pictural
Tout comme sa sœur Fanny, la production de Mathilde Corr-Lagache se concentre principalement sur les portraits féminins, les scènes de genre et les sujets religieux ou littéraires. Elle ne se hasarde cependant pas à essayer la peinture d'histoire.
Certains de ses pastels envisagent les sentiments intérieurs et la mélancolie, une approche héritée du romantisme. Le style de Mathilde Corr est assez proche de celui de sa sœur et témoigne de quelques maladresses dans le rendu des anatomies.

## Œuvres répertoriées
- Portrait d'Élisabeth Müller, future troisième épouse de Jean-Baptiste Meeûs (1779-1856), habillée en Cérès, jeune déesse des moissons.
- Portrait d'une jeune femme aux fruits.
- Jeunes femmes en allégorie des quatre saisons.
- Jeune femme au tambourin.
- Jeune garçon à la fenêtre avec un rongeur en cage.
- Portrait de Marie Philippine d'Hondt (1856).
- Portrait de Madame Emerence Jacqmotte (pastel ovale sur papier) (1857).
- Portrait d'une jeune femme tenant un bouquet de violettes (pastel) (1857).